# Neoscaptia caeruleomarginata
Neoscaptia caeruleomarginata là một loài bướm đêm thuộc phân họ Arctiinae, họ Erebidae.